# استفان کلر (سیاستمدار)

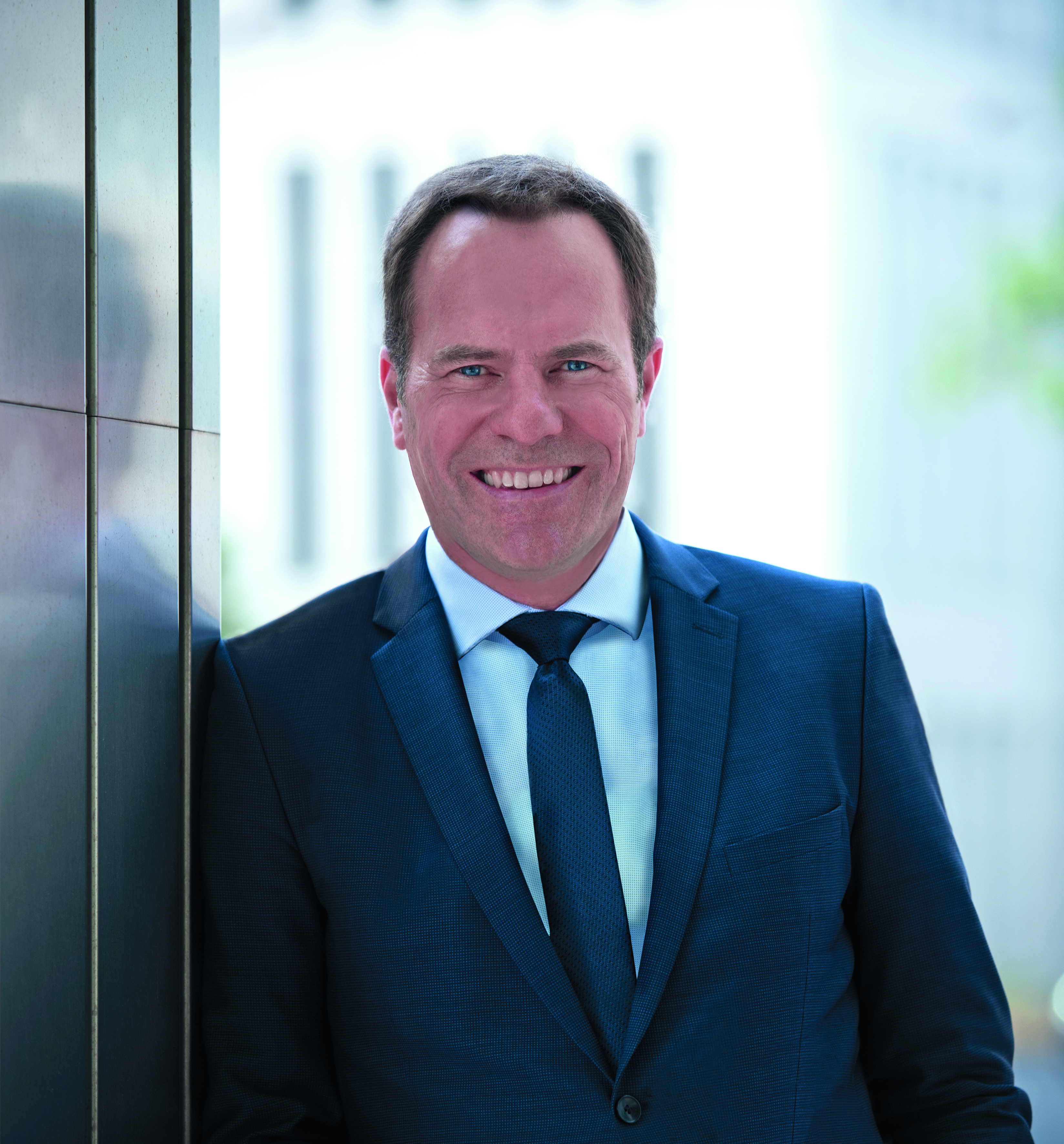
دکتر اشتفان کلر

اشتفان کلر (زادهٔ ۱۸ سپتامبر ۱۹۷۰ در آخن) یک حقوقدان، کارمند دولتی و سیاستمدار محلی آلمانی (حزب دموکرات مسیحی) است. از ۱ نوامبر ۲۰۲۰، او شهردار دوسلدورف، پایتخت ایالت نوردراین-وستفالن، است.

## زندگی
پس از دریافت دیپلم دبیرستان در سال ۱۹۹۰ از دبیرستان شهر هرزوگنرات، او به تحصیل حقوق در دانشگاه بایرویت و دانشگاه بیرمنگام پرداخت. او تحصیلات خود را با قبولی در اولین امتحان دولتی حقوقی در دانشگاه بایرویت، کسب مدرک کارشناسی ارشد حقوق (LL.M) از دانشگاه بیرمنگام در سال ۱۹۹۶ و گذراندن دومین امتحان دولتی حقوقی در دادگاه عالی دوسلدورف در سال ۱۹۹۹ به پایان رساند. در سال ۲۰۱۰، او در دانشگاه رور بوخوم مدرک دکترای حقوق (Dr. iur) را دریافت کرد.
از سال ۱۹۹۹ تا ۲۰۰۰، او به عنوان مشاور امور اصولی قانون اساسی شهرداری‌ها، اصلاح ساختار اداری و حقوق مهاجران در انجمن شهرهای آلمان در کلن کار می‌کرد. از سال ۲۰۰۰ تا ۲۰۰۵، او دفتر مدیرعامل این انجمن را مدیریت کرد. در سال ۲۰۰۶، به عنوان معاون شهرسازی، محیط زیست و اقتصاد شهری به اتحادیه شهرها و شهرداری‌های نوردراین-وستفالن در دوسلدورف پیوست. از سال ۲۰۱۱ تا ۲۰۱۶، او معاون حقوق، نظم و حمل‌ونقل در شهرداری دوسلدورف بود. در این دوره، پروژه‌هایی مانند ساخت خط متروی وِرهان و پروژه کو-بوگن تحت نظر او اجرا شدند. از ۲ ژانویه ۲۰۱۷، او به عنوان مدیر شهری، جانشین رسمی شهردار کلن هنریته رکِر و معاون اداره مدیریت عمومی، نظم و حقوق در این شهر فعالیت داشت.
در انتخابات محلی ۱۳ سپتامبر ۲۰۲۰، اشتفان کلر به عنوان نامزد حزب دموکرات مسیحی (CDU) برای سمت شهرداری کاندیدا شد و با ۳۴٫۱۵ درصد آرا به دور دوم مقابل شهردار وقت، توماس گایزل (SPD) راه یافت که در دور اول ۲۶٫۲۸ درصد آرا را کسب کرده بود. در دور دوم انتخابات که در ۲۷ سپتامبر ۲۰۲۰ برگزار شد، اشتفان کلر با کسب ۵۶ درصد آرا به عنوان شهردار جدید پایتخت نوردراین-وستفالن، دوسلدورف، انتخاب شد.
اوایل ژوئیه ۲۰۲۱، کلر به‌طور رسمی توسط مجمع عمومی به عنوان جانشین هنریته رکِر به عنوان رئیس هیئت مدیره و شورای اجرایی منطقه کلان‌شهری راینلند انتخاب شد.
کلر متأهل است، سه فرزند دارد و در جنوب دوسلدورف زندگی می‌کند. او در سال ۲۰۲۳ اعلام کرد که از همسرش جدا شده است.